# Домпјер на Мору
Домпјер на Мору (фр. Dompierre-sur-Mer) насеље је и општина у западној Француској у региону Поату-Шарант, у департману Приморски Шарант која припада префектури Rochelle.
По подацима из 2011. године у општини је живело 5337 становника, а густина насељености је износила 290,84 становника/km². Општина се простире на површини од 18,35 km². Налази се на средњој надморској висини од 17 метара (максималној 35 m, а минималној 4 m).

## Демографија
| 1962. | 1968. | 1975. | 1982. | 1990. | 1999. | 2011. |
| ----- | ----- | ----- | ----- | ----- | ----- | ----- |
| 1.789 | 1.947 | 2.928 | 3.472 | 3.627 | 4.305 | 5.337 |

График промене броја становника у току последњих година